# Columnea crassa
Columnea crassa är en tvåhjärtbladig växtart som beskrevs av Conrad Vernon Morton. Columnea crassa ingår i släktet Columnea och familjen Gesneriaceae. Inga underarter finns listade i Catalogue of Life.